# 上河泰男
上河 泰男（うえかわ やすお、1925年11月5日 - 1993年10月27日）は、日本の経済学者。神戸商科大学名誉教授。
専門は国際経済学、特に国際貿易論。

## 経歴
1925年に東京四谷に生まれる。1942年に東京高等工学校機械科に入学し1944年に退学、陸軍予科士官学校に入学する。1945年に同士官学校を卒業、1950年に陸軍航空士官学校を卒業、1955年に神戸大学経済学部第二課程を卒業、1959年に神戸大学経済学研究科修士課程を修了、1962年に同博士課程を単位取得退学する。1962年に神戸市外国語大学助手、1963年に同講師となる。同年にロチェスター大学経済学部大学院に入学し、1966年に博士号（Ph.D.）を取得して帰国する。
1967年に神戸市外国語大学助教授となり、1970年に神戸商科大学教授となる。1972年から7年間にわたりJournal of International Economicsのアソシエイト・エディターを務め、1976年と1978年に二度にわたってマサチューセッツ工科大学で有効保護理論の研究のために在外研究に取り組む。1990年に神戸商科大学を退職し名誉教授となり、中京大学経済学部に教授として着任している。1993年に理論・計量経済学会の会長を務めている。20年の長きにわたり神戸商科大学で教育と研究に取り組み、学部の指導学生は270名、大学院の指導学生は20名に達した。

## 人物
上河の退任時の神戸商科大学学長の能勢哲也は、「過去の戦争で常に死を考え、若くして死んだ先輩や友人に代わって、責任感と使命感をもって人生を真剣に生きようという強靭な意思がみられた」と述べている。

## 研究
神戸大学では水谷一雄の下で数理経済学を学ぶ。神戸市立外国大学に着任して間もなく、水谷の勧めでロチェスター大学に留学し、ライオネル・マッケンジーとロナルド・ジョーンズの下で国際貿易論を学ぶ。
ヘクシャー＝オリーン・モデルのストルパー＝サミュエルソンの定理の拡張の研究を行い、ロチェスター大学では当時日本人で最短の2年間で博士号を取得した。ライオネル・マッケンジー、ロナルド・ジョーンズ、ジャグディーシュ・バグワティー、T. N. スリニヴァサンなどの貿易経済学者と常に交流を深め、常に一流誌に論文を掲載していた。

### 多数財・多要素の国際貿易理論
1960年代はヘクシャー＝オリーン・モデルの要素価格均等化定理、リプチンスキーの定理、ストルパー＝サミュエルソンの定理が、伝統的な2財・2要素の世界から多数財・多要素の世界に拡張されても成立するのかどうかさかんに研究されていた。
```
n種類の産業を任意に２つの合成産業グループに分けるインデックスの集合

  

    

      

        
J

      

    

    
{\displaystyle J}

  

と

  

    

      

        

          

            

              
J

              
¯

            

          

        

      

    

    
{\displaystyle {\bar {J}}}

  

を考えたとき、

  

    

      

        
J

      

    

    
{\displaystyle J}

  

に含まれるi番目の要素は、合成産業

  

    

      

        

          

            

              
J

              
¯

            

          

        

      

    

    
{\displaystyle {\bar {J}}}

  

よりも合成産業

  

    

      

        
J

      

    

    
{\displaystyle J}

  

により多く使用され、一方、

  

    

      

        

          

            

              
J

              
¯

            

          

        

      

    

    
{\displaystyle {\bar {J}}}

  

に含まれるi番目の要素は合成産業

  

    

      

        
J

      

    

    
{\displaystyle J}

  

よりも合成産業

  

    

      

        

          

            

              
J

              
¯

            

          

        

      

    

    
{\displaystyle {\bar {J}}}

  

でより多く使用されるような、正の生産量水準が見つかる（太田博史による説明）
[
3
]
```

という概念を提示し、この概念を用いてストルパー＝サミュエルソンの定理を多数財・多数要素の環境に一般化することが可能になった。この概念のもとになったアイディアは週末に自宅にロチェスター大学の教員を招いて開いたパーティの最中にひらめいたことから、Professor Uekawa's Sake Theoremと呼ばれている。上河の研究は、常に一般的な条件のもとで経済学的に有意義な定理を構築していくことに焦点を当てていた。

## 著作

### 著書
- 『理論経済学』（1987年、東洋経済新報社）（木村吉男との共著）

### 翻訳
- 『国際貿易と投資の純粋理論』（1981年、日本評論社）（マレー・ケンプのThe Pure Theory of International Trade and Investmentの翻訳、上河の監訳）

### 主要学術論文
- "Generalization of the Stolper-Samuelson Theorem." Econometrica, Vol. 39: 197-217, 1971.
- "On the Existence of Incomplete Specialization in International Trade with Capital Mobility." Journal of International Economics, Vol. 2: 1-23, 1972.
- "The Theory of Effective Protection, Resource Allocation and the Stolper-Samuelson Theorem: The Many-Industry Case." Journal of International Economics, Vol. 9: 151-171, 1979.
- "A Non-Traded Input, Substitution and Effective Protection." Journal of International Economics, Vol. 10: 579-592, 1980.
- "Some Theorems of Trade with Joint Protection." Journal of International Economics, Vol. 16: 319-333, 1984.
- "Imperfect Competition Intra-Industry Trade and Trade Policy." The Economic Studies Quarterly, Vol. 45: 1-13, 1994.